# معالج خاص بالاتصالات

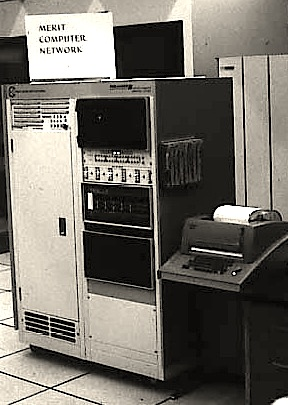

يشار إلى معالج خاص بالإتصالات أو معالج معلومات المنصة البدائية بكونه حاسوب بحجم صغير يتصل مع حاسوب مضيف ومجموعة من الشبكات على غرار طبيعة أنظمة الشبكات الخاصة أو مجموعة من الملحقات كطرفية حاسوب، قرص صلب،طابعة. يتم الاتصال بين وحدة المعالجة المركزية والحاسوب المضيف باستخدام منفذ متوازي سريع النقل.

## مثال
عندما بقوم المستخدم بكتابة اسم موقع مثلا على أحد المتصفحات  يقوم معالج خاص بالإتصالات (واجهة مستخدم رسومية في الأصل) بمعالجة عنوان الموقع بطريقة تسمح للحاسوب بالحصول على الصفحة من خادم الويب 